# Matt Williams
Matthew Williams jr., detto Matt (Orlando, 14 ottobre 1993), è un cestista statunitense.